# 阿孙桑
阿孙桑是巴西帕拉伊巴州的一个市镇。总面积126.427平方公里，总人口3307人，人口密度26.2人/平方公里。